# De professionella (TV-serie)
De professionella (engelska: The Professionals) är en brittisk spion/deckarserie som producerades av London Weekend Television och visades på ITV mellan 1977 och 1983.

## Rollista i urval
- Gordon Jackson – major George Cowley
- Martin Shaw – Raymond Doyle
- Lewis Collins – William Bodie